# Pak Mei
Pak Mei, met diverse variërende transliteraties zoals Pack Mee, Bak Mei of Bai Mei, is een kungfu-stijl genoemd naar de monnik Pak Mei. Pak Mei betekent "witte wenkbrauw"; de monnik had namelijk dikke witte wenkbrauwen. De Pak Mei-stijl is bekend geworden door Cheung Lai Chun (ook wel Tsjong Li Tsang of Zhang Liquan). Deze meester leerde de stijl van de monnik Chuk Fat Wan. Chuk Fat Wan op zijn beurt had de stijl geleerd van Kong Wei en Kong Wei was een leerling van de monnik Pak Mei.

## Cheung Lai Chun
Cheung Lai Chun is geboren in 1880 in het district Wai Chow in het zuiden van China. Dit ligt in een regio die Tung Gong (oostelijk riviergebied) wordt genoemd. Tung Gong wordt voornamelijk bevolkt door een Chinese bevolkingsgroep genaamd de Hakka-Chinezen.
Cheung Lai Chun had, voordat hij de Pak Mei-stijl leerde, al diverse andere stijlen beoefend, waaronder Lo Man Pai, Li-familiestijl en Drakenstijl. Cheung Lai Chun was de eerste niet-monnik die de stijl leerde en de eerste grootmeester van het Pak Mei. Tijdens zijn leven trainde hij veel leerlingen waarvan een aantal zelf sifu (leraar, meester) werden. Een van zijn beste leerlingen was Lee Sai Keung.

## Lee Sai Keung
Lee Sai Keung, geboren in 1900 in de Kanton in het zuiden van China, leerde eerst de Lee-familiestijl. Lee Sai Keung begon zijn training bij Cheung Lai Chun na zijn dertigste. Hij werd een van de eerste leerlingen van Cheung Lai Chun. Vele jaren trainde hij in de Pak Mei-stijl en werd een van de bekendste meesters.
Op verzoek van de Hakkagemeenschap in Suriname vertrok Lee Sai Keung in 1968 naar Suriname om daar les te geven. Het was daar, in Suriname, dat Jie Kon Sieuw leerling werd van Lee Sai Keung.

## Jie Kon Sieuw
Jie Kon Sieuw is geboren in 1939 in Kanton. Zijn eerste kennismaking met kungfu was in China waar hij een beetje van een oom leerde. Hier begon zijn liefde voor kungfu. Als klein jongetje vertrok hij uit China naar Suriname. In Suriname deed sifu Jie onder andere aan powerliften en bij gebrek aan kungfu deed hij daar aan Judo en Taekwondo.
Toen Lee Sai Keung naar Suriname kwam was hij dan ook een van de eersten die zich aanmeldde. Sifu Jie trainde hard onder de leiding van Lee Sai Keung en werd hierdoor zelf een sifu in de Pak Mei-stijl. Na zijn vertrek naar Nederland ging sifu Jie nog regelmatig naar Hongkong en China om zijn niveau verder te verhogen.
In 1975 vertrok sifu Jie Kon Sieuw naar Nederland. Al snel na zijn komst begon hij met het geven van lessen in de Pak Mei-stijl. In de jaren daarna opende sifu Jie scholen in onder meer Amsterdam, Wageningen, Ede en 's-Hertogenbosch. Regelmatig gaf sifu Jie demonstraties van zijn kungfu-vaardigheid. Vooral het breken van rivierstenen was een spectaculair onderdeel van zijn kunde.
Sifu Jie heeft gedurende zijn leven vele leerlingen getraind. Hij is dit blijven doen totdat hij op 28 december 2001 na een kort ziekbed overleed.

## C. Kwee Wie Yang
Clemens Kwee Wie Yang Is op dit moment, als oud-leerling van Jie Kon Sieuw, een van de docenten van Pack Mee Pai Kung Fu in Nederland. Kwee geeft niet alleen praktische Kung Fu lessen, ook de filosofie er achter is een belangrijk onderdeel!
Kwee Wie Yang was al vroeg gefascineerd hoe mensen zich konden verdedigen met handen en voeten. Toen kwam hij in contact met een Chinese man (Sifu Jie Kon Sieuw) die hem liet kennismaken met Kung Fu technieken. Dit was sierlijk, esthetisch en mooi, maar de ware kracht zat achter deze mooie vormen. Deze Chinese man had een heel effectieve techniek met veel kracht en snelheid.
Voor Kwee was het meteen duidelijk, dit was de man waarbij hij in de leer wilde. Van Sifu Jie Kon Sieuw leerde hij niet alleen de bewegingen en technieken, maar ook de filosofie erachter. Naarmate de jaren verstreken ging hij zichzelf ook in die filosofie verdiepen. Het was een leer geworden, een levenswijze. Hoe verder hij zich in die stijl en in de filosofie verdiepte, hoe meer diepgang deze vorm van Kung Fu kreeg en hoe interessanter het werd.
Sifu Kwee Wie Yang sprak al snel niet meer over vechtsport, maar over vechtkunst. Hij leerde alle aspecten van Pack Mee Pai onder Sifu Jie Kon Sieuw. Hij leerde zijn lichaam en zijn geest verkennen en kennen. Het is ook zoeken naar de harmonie van lichaam en geest. Ook heeft hij zich verdiept in Tai Chi en Chi-Kung, een verdere verrijking aan innerlijke kracht en rust. Sifu Jie Kon Sieuw zei altijd tegen hem: ‘Je kunt alles worden wat je wilt, als je maar oefent’.
Kwee Wie Yang heeft ruim 24 jaar ervaring met Pack Mee Pai Kung Fu. Hij brengt deze prachtige kennis tot op de dag van vandaag over op zijn leerlingen.
Kwee Wie Yang geeft lessen in Gelderland, in de plaatsen Nijmegen en Zetten.

## Pak Mei in België en Nederland
Na het overlijden van Jie Kon Sieuw, geven enkele leerlingen nu nog les in deze stijl, o.a: Michel Mattys in België en Clemens Kwee Wie Yang in Nijmegen.
Tevens wordt er door andere oud-leerlingen in Amsterdam en Tilburg in Pack Mei Pai Kung Fu les gegeven.

## Pak Mei Kung Fu
Pak Mei kung fu is een zuidelijke kungfustijl. De stijl bestaat uit krachtige, felle bewegingen. De stijl maakt gebruik van hand- en beentechnieken. Handtechnieken bestaan onder andere uit: kappen met de zijkant van de hand, stoten met de uitgestoken knokkel van de wijsvinger, steken met de vingers, pakken met de tijgerklauw. Daarnaast worden ook diverse Chinese wapens beoefend: stok, drietand, hellebaard, vlindermessen.
Kenmerken van de stijl zijn: de phoenixvuist (vuist met de uitgestoken knokkel van de wijsvinger), de ingetrokken buik waardoor het lijkt alsof de rug gebogen is, de groet, armen worden continu voor het lichaam gehouden.
Enkele vormen van het Pak Mei zijn: Lai Chi Poe (rechte loop), Sip Soei Kuen (kruisloop), Sam Moon Kuen (drie dimensies), Kiu Bo Toei (negen stappen duwen), Mang Fu Tsju Lin (woedende tijger uit het woud).
Aanverwante stijlen:
- Chow Gar (zuidelijke bidsprinkhaanstijl)
- Lung Pai (drakenstijl)
- Ng Ying Kungfu (vijf dieren stijl)
- Fukien Pak Hok (Fukien witte kraanvogel)